# Societat Coral La Lira
|  | Aquest article tracta sobre L'entitat de Sant Andreu. Si cerqueu l'entitat d'Almenar, vegeu «La Lira d'Almenar». |

La Societat Coral la Lira és una entitat fundada l'any 1870 a Sant Andreu de Palomar, i situada al carrer de l'Abat Odó, 22 de Barcelona.

## Seccions[calcitació]
La Societat Cultural i Esportiva la Lira de Sant Andreu del Palomar de Barcelona és un clar exponent de l'esperit del moviment ateneístic i associatiu català, és una entitat amb una clara vocació municipalista i clau en la difusió de les tradicions, la cultura, l'esport i la llengua catalanes, així com de valors com ara la integració, la conscienciació social, la igualtat, la participació, la sostenibilitat i el civisme.
Club de Ball esportiu Balles?
Balles? és una secció creada com a Club de Ball Esportiu, i amb residència a la SCE la Lira actualment. No obstant això, la seva trajectòria es va iniciar al 1998.
Aquesta secció té l'objectiu de la promoció, la gestió, la coordinació i la pràctica dels Balls Esportius.
Club d'Escacs la Lira
La secció d'escacs de la Societat Coral la Lira es va crear els primers dies de gener de l'any 1973, iniciativa d'en Josep Masgoret i d'en Garcia Granell. Els dos van aplegar les voluntats i els coneixements d'un grup de gent format tant per nouvinguts al món dels escacs, com per jugadors d'altres clubs. Amb la col·laboració d'en Josep Garcia i Riera i aquest grup de gent entusiasta, s'engega la primera edició del torneig social, amb 30 participants, que es perllongà per espai de sis mesos.
Grup Sardanista Maig
El Grup Sardanista Maig va néixer el 1965 amb el nom de Colla Sardanista Maig. Als seus orígens els seus components eren gent del barri de Sant Andreu, avui dia, el Grup el formen persones d'arreu de Catalunya.
Orfeó La Lira
L'Orfeó forma part d'una de les seccions de la Societat Cultural i Esportiva la Lira de Sant Andreu de Palomar, annexionat a la ciutat de Barcelona. L'activitat de la coral es va iniciar el març del 1977 dins de l'Associació de Pares d'Alumnes del col·legi Jesús, Maria i Josep del mateix barri.
Somni'TS Teatre Solidari
Aquesta secció és el projecte d'un grup de persones que porten molts anys fent teatre i han decidit unir la seva passió per aquest art amb les seves inquietuds socials. El resultat: SOMNI'TS (Teatre Solidari).
Tennis Taula Sant Andreu
Aquest club va ser creat l'any 2007, gràcies a l'afició de diferents persones que aconsegueixen, amb molts esforços, un petit local annex a l'Església de Sant Pacià i una taula per jugar. Amb pocs anys el club pot ampliar les seves instal·lacions i comença a participar en diverses competicions, partint d'una base encara molt elemental.